# Józef Matuszek (1890–1983)
Józef Matuszek (ur. 15 lipca 1890 w Kluczach, pow. strzelecki; zm. 20 listopada 1983 w Mysłowicach) – polski ksiądz katolicki, wychowawca młodzieży, kapelan w Armii Andersa.
Ukończył miejscową szkołę elementarną; gimnazjum w Bytomiu i częściowo w Strzelcach Opolskich. Po maturze w 1912 udał się na studia teologiczne do Innsbrucka w Austrii, po pierwszym semestrze przeniósł się do Wrocławia; w 1914 wrócił do Innsbrucka. W listopadzie 1914  został powołany do służby wojskowej jako telegrafista. Po zakończeniu wojny kontynuował przerwane studia teologiczne. 20 czerwca 1920 przyjął święcenia kapłańskie z rąk kardynała Adolfa Bertrama. Pracował duszpastersko jako wikary we Wrocławiu przy kościele Świętego Krzyża ze specjalnym zaleceniem opieki nad Polakami. W 1923  przeszedł do katowickiej Administracji Apostolskiej. Został wikarym w parafii Najświętszego Serca Pana Jezusa w Mysłowicach a od 1924  był wikarym w parafii św. Piotra i Pawła w Katowicach i katechetą w szkołach średnich. Zaangażował się mocno w rozwój Stowarzyszenia Młodzieży Polskiej; był duszpasterzem i organizatorem ruchu młodzieżowego. W 1936 objął parafię w Mysłowicach po ks. Teofilu Bromboszczu. 10 października 1939 r. został uwięziony na miesiąc przez gestapo. W 1940 zagrożony kolejnym aresztowaniem opuścił Polskę, udał  się przez Węgry do Jugosławii i Palestyny. W 1942 zgłosił się do armii Andersa jako kapelan; w 1947 przez Egipt dotarł do Anglii. W 1958 wrócił do Polski i zamieszkał w dawnej parafii w Mysłowicach.
Odznaczony Krzyżem Oficerskim Orderu Odrodzenia Polski (1956).